# 幕張インターチェンジ
幕張インターチェンジ（まくはりインターチェンジ）は、千葉県習志野市と千葉市花見川区、美浜区の境界に存在する京葉道路のインターチェンジである。

## 概要
京葉道路と国道14号（千葉街道）とが斜めに交差する地点にある。国道14号側の接続もランプ形式となっており、4方向相互の利用が可能なフルインターチェンジである。国道14号の本線と立体交差するランプ2本とループランプ2本を有する対向ループ型インターチェンジの形態を持つ規模の大きなインターチェンジであり、習志野市鷺沼、習志野市袖ケ浦、千葉市花見川区幕張本郷、千葉市美浜区幕張西の各地域に跨る。
京葉道路において当ICは花輪←幕張⇔武石の無料通行が可能な区間に含まれるため、交通量が多い。また国道14号は当ICより東京方面が市川市内まで片側1車線となるため、頻繁に渋滞している（国道の指定区間からも外れている）。
幕張⇔武石は無料走行可能ということもあり、かつては定期路線バスが本線上を走行していた区間である。
近隣には幕張メッセや千葉マリンスタジアムもあり、これらでのイベントに絡んだ渋滞も発生する。顕著な例は東京オートサロンである。
嘗ては、下り線の本線合流地点に信号機が設置されていた。

## 接続する道路
- E14京葉道路(6番)
- 国道14号（千葉街道）

## 周辺
- 東日本旅客鉄道・京成電鉄 幕張本郷駅
- 東関東自動車道 湾岸習志野インターチェンジ
- 幕張メッセ
- 千葉マリンスタジアム

## 隣
E14 京葉道路
(5) 花輪IC - (6) 幕張IC - 幕張PA - (7) 武石IC